# 阿克塞尔·霍耐特
阿克塞尔·霍耐特（德語：Axel Honneth，1949年7月18日—），德国社会理论家，法兰克福学派第三代核心人物。
霍耐特1949年生于德国埃森，在波恩、波鸿、柏林求学。青年时代，他受1960年代末的左翼学潮影响，加入了德国社会民主党的青年团体，曾接触过德国的亲苏联派和托洛茨基主义，之后不满于党内官僚主义，投向了法兰克福学派，师从哈贝马斯。1990年代，霍耐特曾任柏林自由大学、美国新学院、荷兰阿姆斯特丹大学任教。2001年，他接任法兰克福大学社会研究所（Institut für Sozialforschung）所长，也兼任哥伦比亚大学哲学系教授。